# Banské
Banské (in ungherese Bányapataka) è un comune della Slovacchia facente parte del distretto di Vranov nad Topľou, nella regione di Prešov.